# نظرية منظمة
المنظمات الاجتماعية حقيقة واضحة ومحددة تحيط بالإنسان من كل جانب ويتفاعل معها في مختلف مراحل حياته بصفة مباشرة أو غير مباشرة فهي تؤثر في مأكله وملبسه وحركته وصحته وعمله بل تؤثر في آماله واحلامه. يمكن تعريف المنظمة بأنها وحدة اجتماعية هادفة انها تكوين اجتماعي منسق بوعي يتفاعل فيها الافراد ضمن حدود محددة وواضحة نسبيا من اجل تحقيق اهداف مشتركة. وهذا التعريف رغم اتساعه يؤشر لنا اربع حقائق اساسية هي:
- ان المنظمة سواء كانت مدرسة أو مصنع أو مستشفى أو وزارة يوجد فيها افراد أو مجموعات من الافراد يتفاعلون مع بعضهم.
- أن سبب وجود المنظمة هو من اجل انجاز اهداف أو اغراض محددة.
- من اجل تحقيق اهداف المنظمة يتفاعل الافراد فيما بينهم تفاعلا واعيا ومنسقا بشكل مسبق من قبل الإدارة لكي تضمن تحقيق الاهداف بكفاءة عالية وتقلل في الوقت نفسه من التفاعلات العشوائية أو غير المنتجة.
- تمتلك المنظمات بيئة تعمل فيها وهي واضحة المعالم نسبيا أي يمكن التعرف عليها إلى حد ما وهذه المعالم أو الخصائص عرضة للتغير عبر الزمن.

## نظرية المنظمة
النظريه عبارة عن نظام مفاهيم.أي علاقات بين المفاهيم والمتغيرات المختلفة في مجال معين. فهي اذن ليست مجموعة القضايا المنسقه فيما بينها والتي يمكن التأكد من صدقها أو اختبار محتوياتها عن طريق البحث الميداني.و انما هي المفاهيم والادوات التصورية التي بإمكانها تقديم خارطة مباشرة للمشكلات في ميدان معين. النظرية هنا بمثابة الدليل الموجه للبحث طالما كانت تقدم الادوات التصويرية واسلوب معالجتها من خلال نسق فكري متكامل وعلى هذا الاساس فإن نظرية المنظمة organization theory هو النظام الذي يدرس هيكل المنظمة وتصميمها.و هي تشير الي الجوانب الوصفية والميدانية في النظام.

### فاعلية المنظمة
هي الدرجة التي تدرك أو تحقق بها المنظمة افعالها.

### تعريف الفاعلية
عند استعراض التعريفات الخاصة بالفاعلية Effectiveness نجد انها ابتدات بصوره غامضة بعض الشيء فقد عرف Etzioni الفاعلية بانها الدرجة التي تدرك أو تحقق بها المنظمة اهدافها.

## مداخل دراسة الفاعلية التنظيمية
ان التعقيد الذي صاحب موضوع الفاعلية، وحالة عدم اتفاق الباحثين على تعريف واحد جامع مانع للفاعليه التنظيميه ادى إلى أربعة مداخل رئيسيه لدراستها هي:
مدخل تحقيق الهدف، ومدخل النظم، ومدخل العناصر الاستراتيجية، واخيرا مدخل القيم المتنافسة.

### مدخل تحقيق الهدف
هذا المعيار شائع بين الناس الاداريين، ولا شك ان هذا المدخل يؤكد على ان تكون الاهداف شرعية
واضحة، وقابله للتحقيق وبالإمكان قياسها.

### مدخل النظم
ان المنظمات هي انظمة مفتوحه تحتاج إلى مدخلات وفيها عمليات تحويلية لإنتاج مخرجات معينه ويفترض هذا المدخل ان المنظمات تتكون من انظمة فرعيه متفاعلة مع بعضها وإذا ما عمل أي منها بصوره غير جيده فسوف يؤثر على اداء المنظمة ككل كما ان الفاعلية تتطلب التفاعل الإيجابي بين المنظمة وبيئتها، وانه لابد للمنظمة إحلال الموارد التي تستهلكها في عملياتها الانتاجية من اجل المحافظة على البقاء ويعاب هلى هذا المدخل صعوبة قياس بعض المعايير، فكيف نقيس معيار مرونة استجابة المنظمة للبيئة المتغيرة وإلى جانب ذلك هناك مشكله اعطاء نفس الأهمية للوسائل مقارنه بالغايات أو الاهداف. فقد قيل في كرة القدم، ان المهم هو ان يربح الفريق وليس المهم كيف يلعب.

### مدخل العناصر الاستراتيجيه
ان المنظمة الفعالة هي التي ترضي طلبات الجهات أو الاطراف الموجودة التي تاخذ منها مواردها أو الدعم من اجل ضمان تواصل وجودها وهذا المدخل يشبه مدخل النظم وان ركز على جوانب مختلفة فكلاهما يؤكد على اهمية التفاعل البيئي لكن هذا المدخل لا يركز على التفاعل من كل المتغيرات البيئية وانما هو ارضاء العناصر أو الاجزاء البيئية التي تؤثر استراتيجيا في استمرا عمل المنظمة.فالجامعات الحكومية تتعامل مع الفاعلية التنظيمية من حيث قدرة الجامعة على استطاب الطلبة الجدد وتخريجهم دون ان تهتم كثيرا بموضوع توظيفهم.
ان المدير الذي يرغب في استخدام هذا المدخل في التعرف على فاعلية المنظمة لابد ان يبدأ اولا بسؤال الاعضاء أو"الائتلافات المهمة"لكي يحددوا العناصر التي يعتبرونها حيوية لبقاء المنظمة ثم يقوم بعد ذلك بتجميع هذه العناصر في قائمة موحدة تمهيدا لتحديد الاهمية النسبية لكل عنصر فيها ثم تحديد التوقعات التي يمتلكما نحو المنظمة وما يريد منها. فكل من هذه الجهات الاستراتيجية لديه اهداف خاصة معينة يسعى الي تحقيقها وما هي الوسائل التي سيستخدمها للضغط على المنظمة لكي تحقق اهدافه.

### مدخل القيم المتنافسه
المبدأ الاساس في هذا المدخل ان معيار الذي تستخدمه في قياس فاعلية المنظمة التي تعمل فيها يعتمد على من تكون أنت وما هي الرغبات أو القيم التي تفضلها. ليس غريبا اذن ان رايت مالك المنظمة يقيم فاعلية المنظمة باسلوب مغاير للتقييم الذي يقدمه مدير الحسابات، أو مدير الإنتاج، أو مدير التسويق، أو مدير الافراد ويفترض هذا المدخل عدم وجود هدف واحد يتفق عليه الجميع بشكل تام، كذلك لا يوجد إجماع بخصوص أي الاهداف تتقدم على بعضها البعض لذلك نجد ان الفاعلية التنظيمية هي موضوع شخصي، أي انه يرتبط بالقيم الشخصية للفرد المقيم وتفضيلاته ورغباته. ومن هذه الزاوية نستطيع القول ان التقييم ربما يخبرنا عن المقيم وقيمه أكثر مما يخبرنا عن الموقف الحقيقي لفاعلية المنظمة.
وتم تشخيص ثلاثة مجاميع اساسية من القيم التنافسية هي:

#### المجموعة الأولى: المرونة ضد السيطرة
وتؤشر هذه المجموعة بعدين متناقضين من القيم للهيكل التنظيمي فالمرونة تعكسها متغيرات الابداع والتكيف والتغيير بينما تتجسد السيطرة بمتغيرات الثبات والنظام وامكانية التنبؤ.

#### المجموعة الثانية: الأفراد ضد المنظمة
تتعامل هذه المجوعة مع ما إذا كان المعيار يهتم بالافراد ومستقبلهم أو يهتم بالمنظمة ومستقبلها.

#### المجموعة الثالثة: الوسائل - الغايات
تركز الوسائل على العمليات الداخلية في المدى الطويل بينما تؤكد الغايات على النتائج النهائية في المدى القصير.

## دورة حياة المنظمة
النشوء، الولادة والنمو والنضج ثم الشيخوخة فالموت مراحل متتابعه وثابته في الكائنات الحيه. فالإنسان السوي يمر بهذه المراحل. الا ان الصفة الغالبه عند البشر مرورهم بالمراحل الست السابقة.

### المنظمة بصفتها كائنا حيا
العلماء ينطلقون في تساؤلهم هذا من حقيقة اساسيه هي ان المنظمات مثل بقية المخلوقات، تولد born وتنمو grow وتحتاج الي موارد بشكل متواصل لكي تبقى هي ان المنظمات لم يستحدثها الإنسان لكي تموت بل ان فكرة موتها ابعد ما يمكن قبوله من قبل المؤسسين طالما كانت ناجحه في عملها.

## مفهوم دورة حياة المنظمة ومراحلها الاساسية
يشير مفهوم دورة حياة المنظمة إلى ان للمنظمه نمط من انماط التغير الذي يمكن التنبؤ به ويفترض هذا النمط ان للمنظمات دورات حياة تمر بها عبر عملية تتابعيه اثناء نموها وعندما نطبق فكرة دورة الحياة على المنظمة فاننا نعني ضمنان هناك مراحل مميزه تتقدم خلالها المنظمة وان هذه المراحل مرتبه بشكل منطقي وان الانتقال من مرحلة إلى أخرى ليس عشوائيا وبالتالي فان بالإمكان التنبؤ به

### مراحل دورة حياة المنظمة
استخدم هذا المفهوم ليوضح كيف تتحرك السلع عبر اربع مراحل هي: الولادة أو مرحلة التكوين والنمو والنضج والتهور أو الاضمحلال. ومن الواضح ان شيوع فكرة دورة الحياة كان ولا يزال بمثابة تحذير للإدارة بضرورة مواصلة تقديم منتجات جديدة إذا ارادت ان تبقى المنظمة لمدة طويلة من الزمن. لقد اشارت البحوث المهتمه بدورة حياة المنظمة إلى وجود خمسة مراحل اساسية لهذه الدورة هي:

#### مرحلة التأسيس والانبثاق
تشبه هذه المرحلة مرحلة التكوين formation في دورة حياة السلعة حيث تكون المنظمة في هذه المرحلة في دور الطفولة ولكنها تمتلك اهداف طموحة وابداعاتها متعددة ان التقدم للمرحلة الثانية يتطلب ضمان استمرارية حصول المنظمة على مواردها الاساسية.

#### مرحلة التجميع
هذه المرحلة امتداد للمرحلة الابداعية السابقة الا ان المنظمة هنا تمتلك رسالة واضحة اما الاتصالات الادارية والهيكل التنظيمي فلا يزالان غير رسميان ومما يلاحظ على الافراد العاملين في هذه المرحلة انهم يعملون ساعات طويلة دافعهم في ذلك الالتزام والإخلاص العاليين للمنظمه.

#### مرحلة الترسيم والسيطرة
هنا يكون الهيكل التنظيمي أكثر ثباتا.حيث تضع المنظمة القواعد والاجراءات الرسمية وتؤكد على ضرورة تنفيذها. كما تميل الابداعات إلى ان تكون قليلة في الوقت الذي يجري فيه التاكيد على الفاعلية والكفاءة كما ان متخذي القرار هم الآن أكثر تحفظا في قراراتهم. ولا زالت الإدارة العليا مركزية في اتخاذ القرارات فضلا عن احكام سيطرتها على المنظمة وفي هذه المرحلة يكون وجود المنظمة أهم من وجود الشخص فالادوار تم تحديدها إلى درجة لم يعد يسبب رحيل أحد الاعضاء تهديدا مباشرا اوجود المنظمة.

#### مرحلة توسيع الهيكل التنظيمي
تنوع المنظمة في هذه المرحلة السلع والخدمات التي تقدمها وتكون الإدارة مهتمة باستمرار في البحث عن السلع الجديدة وفرص النمو في البيئة الخارجية كما يصبح الهيكل التنظيمي أكثر تعقيدا واتساعا الامر الذي يتطلب انتشار اللامركزية في اتخاذ القرارات.

#### مرحلة التدهور
نتيجه للمنافسه الحادة وتقلص الأسواق تجد المنظمة نفسها وقد انقض الناس عن اقتناء سلعها أو خدماتها لذلك نجد إدارة المنظمة تبذل قصارئ جهدها في البحث عن الاساليب الكفيلة بالاحتفاظ بالاسواق وتفتش في الوقت نفسه عن الفرص الجديدة ومما يلاحظ في هذه المرحلة ارتفاع معدل دوران الافراد الماهرين وتزايد حدة مستويات الصراع بين العاملين وكما تظهر احتمالات ظهور قيادات جديده تنقذ المنظمة من تدهورها المتسارع ومن بين الاشياء التي تركز عليها هذه القيادات مركزية القرارات الادارية.
يثير التساؤل: هل ان جميع منظمات الأعمال تمر بكل هذه المراحل؟و للاجابه نقول: لا ليس بالضرورة إذ ان بعض الادارات تموت أو تتلاشى منذ مراحلها الأولى لكن هناك منظمات نجد ادارتها لا ترغب في الوصول إلى المرحلة الخامسة على اية حال ان استبعاد المرحلة الخامسة من ذهن الإدارة يعني ان عليها ان تكافح ياستمرار لتكون في نمو متواصل أو تضمن لنفسها الثبات والبقاء في مرحلة معينة هذا ومن وجهة نظرنا يمثل افتراض متفائل فليس هناك منظمة خالدة في الوجود حتى وان بقيت بعض المنظمات ناشطة في دنيا الأعمال سنوات طويلة تتجاوز عمر الإنسان.

## أهمية تبني منظور دورة حياة المنظمة
ان استخدام هذا المنظور الجديد قلب الموازين الادارية تماما فلم يعود مقبولا الآن القول ان المنظمة كيان ثابت لانها وفقا لهذه الرؤية الجديدة كائن حي يتحرك باستمرار وهي تتطور وتتغير. ان موضوع دورة الحياة للمنظمة قد فتح بابا جديدا امام الباحث الإداري لكي يختبر اغلب مفردات الإرث الإداري الذي تكون لدينا خلال القرن العشرين كما ان المدير الذي يتعامل مع منظمته وفقا لهذه النظرة الحركية يعرف تماما ان المبدأ الإداري في مرحلة معينة من مراحل دورة حياة المنظمة لا يكون كذلك في مرحلة أخرى ويعرف أيضا ان النظريات الخاصة بكل من القيادة والدافعية والمركزية والرسمية لا يمكن ان تكون ثابتة عبر هذه المراحل ان يتبنى الابداع والمرونة والفن في كيفية اختيار وتطبيق أو ايقاف سلوك اداري معين في ضوء هذا المتغير الجديد. من هنا نستطيع ان نقول ان موضوع دورة حياة المنظمة جعل مدير اليوم أكثر واقعية من مدير الامس.